# Pět velkých hor

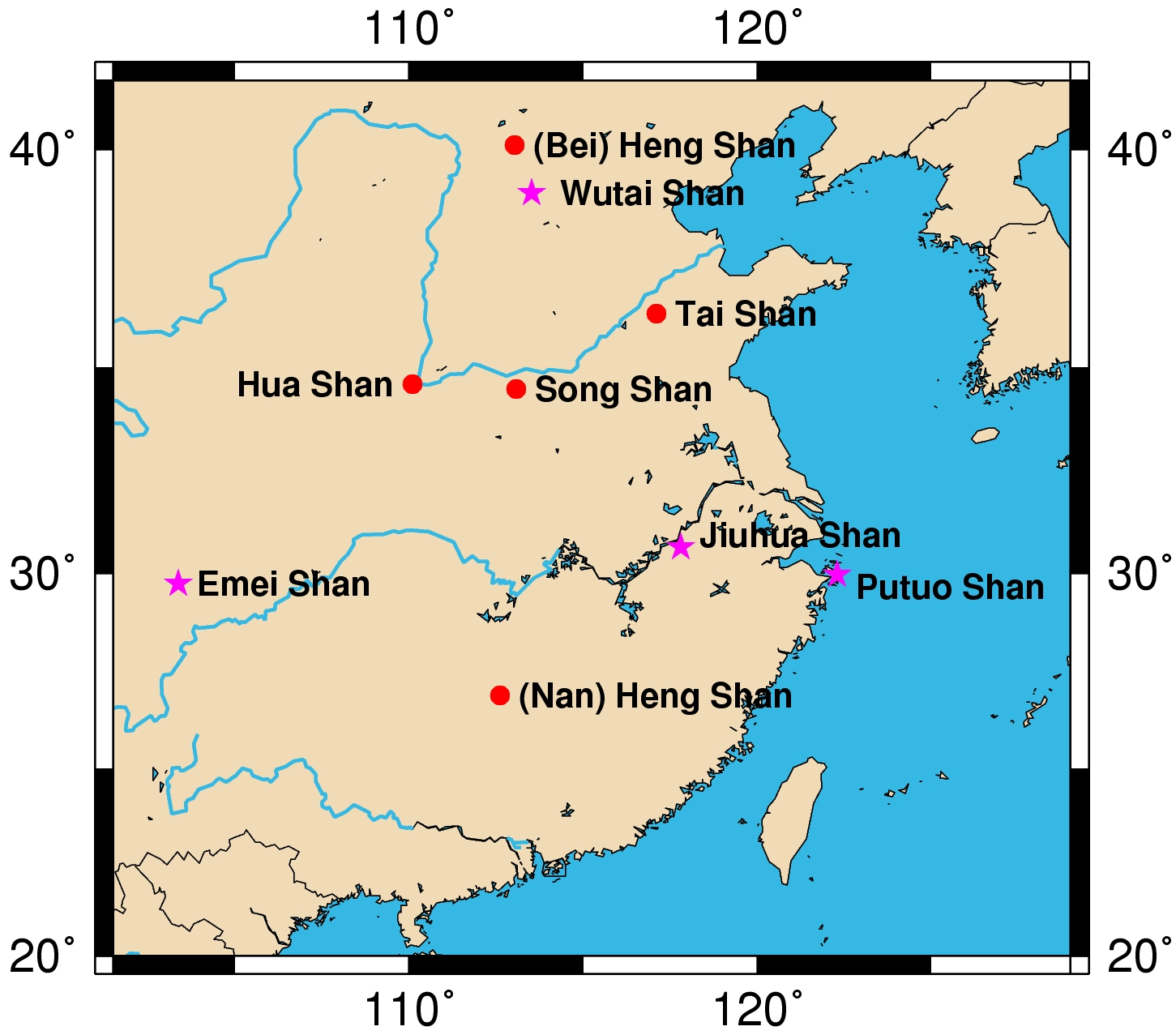
Mapa posvátných hor Číny – červené tečky označují Pět velkých hor

Pět velkých hor (čínsky 五岳 pchin-jin Wǔ yuè, v české transkripci Wu-jüe) je souhrnný název pěti posvátných hor taoismu v Číně. Pět velkých hor je cílem taoistických poutníků.
Pět velkých hor tvoří hory uspořádané podle pěti hlavních světových stran čínské geomantie, která zahrnuje střed jako světovou stranu. Mezi Pět velkých hor patří:
- východ: Tchaj-šan, 1 545 m.,
- západ: Chua-šan, 1 997 m.,
- jih: Nan-cheng-šan, 1 290 m.,
- sever: Pej-cheng-šan, 2 017 m., a
- střed: Sung-šan, 1 494 m.